# 馬痘
馬痘（ばとう、英:horse pox）とは馬に特徴的な皮膚病変を形成するポックスウイルスによる感染症の総称。

## 原因
狭義の馬痘は馬痘ウイルス（horsepox virus）によって起こるもので、19世紀から20世紀初期頃まで欧州で流行していたが、現在は発生していない。
その後、1930年代の東アフリカで見つかったウアシン・ギシュウー病、1980年代に人の感染症として知られていた伝染性軟疣腫（Molluscum contagiosum）の馬への感染例から、これらも現在ではこれらも馬痘の1つとして扱われているが稀に報告されるだけで日本での報告例は平成24年時点でまだない。
原因となる病原体には、本来の馬痘を起こしていた馬痘ウイルス（horsepox virus）、ウアシン・ギシュウー病を起こすウアシン・ギシューウイルス（Uasin Gishu virus）、伝染性軟疣腫（いわゆる「水イボ」）を起こす伝染性軟疣腫ウイルス（Molluscum contagiosum virus）などがあり、馬痘ウイルスとウアシン・ギシューウイルスはポックスウイルス科（Poxviridae）のオルソポックスウイルス属（Orthopoxvirus）。伝染性軟疣腫ウイルスは同科別属でモラスキポックスウイルス属（Molluscipoxvirus）になる。
いずれのウィルスが原因の場合も日本では家畜伝染病予防法において届出伝染病に指定されており、対象動物は馬。

## 症状
原因となるウィルスによって変わるが、いずれも皮膚に病変が生じ、表皮の角質層の空胞変性および空胞細胞に好酸性細胞質内封入体の形成、錯角化、痂皮（かさぶた）形成、また有棘細胞層において棘解離。真皮には好中球および単球の浸潤が適度に認められる。
馬痘ウイルス
最初に丘疹が形成、以下、水疱→膿疱→粘液性滲出物の分泌→痂皮形成となり。痂皮が剥離すると、出血斑を呈する。発生部位によって口腔型（buccal form）と潤滑油型（grease form）の2種類に分類される。
口腔型の発生部位
名前の由来である口腔、他に口唇、鼻鏡、鼻腔、眼瞼。
潤滑油型の発生部位
繋部（蹄と球節の間、人間でいう手足のひらや甲付近）や球節（足の下の方にある膨れた部位、人間でいう踵や手首の付け根）。足に出るので疼痛のため馬が跛行（足を引きずる）する。
ウアシン・ギシューウイルス
顔面、頚部、背部、腹部、後躯に乳頭腫様の皮膚病変が形成される。
伝染性軟疣腫ウイルス
粘液性滲出物の分泌を伴う丘疹が顔面や躯幹、外部生殖器に形成される。
ウィルスによって症状の程度も異なり、馬痘ウイルスは若齢馬が死亡することがあるが、多くの場合2～4週で回復し、病変部が瘢痕となって残る。伝染性軟疣腫はこれに比べて症状や進行速度・伝染性が低い（馬痘ウイルスの伝染性は高く、馬と馬の直接接触や、馬具、馬取扱者を介して伝播した。）などの差異がある。

## 鑑別方法・治療
馬痘を疑う症例に対して、抗体検査でペア血清を用いた寒天ゲル内沈降反応や中和試験、HI反応を行う。病原学的検査はウィルスを何らかの方法 で確認する。有効な予防法はなく。罹患馬に対して、対症療法や二次感染の予防を行う。